# Парана (щат)
Вижте пояснителната страница за други значения на Парана.
Парана̀ (португалски Paraná) е южен бразилски щат. Административният му център е град Куритиба. Парана е с площ от 199 544 кв. км и население от 10 261 856 души (2005).

## Население
10 261 856 души (2005)
Расов състав:
- бели – 7 620 000 души (73,1%)
- мулати – 2 394 000 души (23,0%)
- негри – 270 000 души (2,6%)
- индианци и азиатци – 124 000 души (1,2%)